# Lüttow-Valluhn
Lüttow-Valluhn é um município da Alemanha, situado no distrito de Ludwigslust-Parchim, no estado de Mecklemburgo-Pomerânia Ocidental. Tem 24,30 km² de área, e sua população em 2019 foi estimada em 884 habitantes.